# مردم معمولی (فیلم ۱۹۸۰)
مردم معمولی (به انگلیسی: Ordinary People) فیلمی آمریکایی ساخته رابرت ردفورد محصول سال ۱۹۸۰ است. داستان فیلم در مورد فروپاشی یک خانواده پس از مرگ پسر بزرگ آنهاست.

## جوایز

### اسکار
- برنده جایزه بهترین فیلم - رانالد ال. شوئری
- برنده جایزه بهترین کارگردان - رابرت ردفورد
- برنده جایزه بهترین بازیگر نقش مکمل مرد - تیموتی هاتون
- برنده جایزه بهترین فیلم‌نامه - آلوین سارجنت
- نامزد جایزه بهترین بازیگر مرد نقش مکمل - جاد هیرش
- نامزد جایزه بهترین بازیگر زن نقش اول - مری تایلر مور